# Sue McIntosh
Sue McIntosh Melbourne,  Victoria, Ausztrália, (1946. szeptember 11. –) ausztrál színésznő, újságíró és műsorvezető. Az ausztrál énekes Jason Donovan édesanyja.

## Pályafutása
McIntosh a 60-as és 70-es években mint színésznő tevékenykedett a brit és ausztrál televízióban. 1965-ben szerepelt a Benny Hill Showban, valamint az 1969 és 1972 között megrendezésre került Adventure Island televíziós gyermek show műsorban.
A 70-es években szerepelt még a The Paul Hogan Show illetve a The Graham Kennedy Show, The Don Lane Show, The Mike Walsh Show és a The Ted Hamilton Show műsorokban, de hírolvasóként is tevékenykedett a victoriai ABC televízióban.

## Díjai
Mint Sue Donovan 1971-ben megkapta a Logie-díjat a legnépszerűbb nő kategóriában.

## Magánélete
McIntosh a 70-es évek közepe előtt Sue Donovanként volt ismert, mint Terence Donovan felesége, akivel 1965 és 1973 között voltak házasok. A BBC1 csatornán futó Who Do You Think You Are? 2010. augusztus 30-i adása szerint McIntosh leánykori neve Menlove volt.
1974 óta Sue John McIntosh felesége. Három gyermekük van: Katherine, Olivia és Stephanie McIntosh, aki szintén játszott a Szomszédok című ausztrál szappanoperában. Korábbi házasságából született az ausztrál színész, énekes Jason Donovan.